# Operette
Operette es una comedia musical en dos actos compuesta, escrita y producida por Noël Coward. El espectáculo es una pieza de época, ambientada en el año 1906 en un teatro ficticio llamado «Jubilee». La historia trata de una madura estrella vienesa de la opereta, que advierte a la ingenua joven que no se case con un noble. La pieza se estrenó en 1938. Fue un intento de Coward de dar continuidad a la nostalgia centroeuropea de su exitosa opereta Bitter Sweet (1929). Operette, sin embargo, no alcanzó un gran éxito y sólo se realizaron 132 representaciones. No obstante, contenía canciones que permanecieron en el acto de cabaret de Coward y en otros lugares, tales como «The stately homes of England».

## Producción
Operette fue representada por primera vez en el Manchester Opera House, del 17 de febrero de 1938 al 12 de marzo de 1938. Después es transferida al Her Majesty's Theatre en Londres el 16 de marzo, para cerrar finalmente el 9 de julio de ese mismo año.
Hay 35 personajes con diálogos en el musical y en la producción original, la compañía constaba de 80 personas. Coward dirigió la producción. Wood y Massary fueron apoyadas por Griffith Jones, como el joven que se enamora de la heroína, e Irene Vanbrugh como su madre.

## Argumento
Reclutada para actuar en una comedia musical eduardiana, The Model Maid, Liesl Haren, que fue fugazmente una estrella de la opereta vienesa, tiene una oportunidad más para alcanzar el estrellato. La joven Rozanne Grey, miembro del sexteto de The Model Maid, se enamora de Nigel Vaynham, un miembro de la nobleza que sirve en el ejército. Liesl le aconseja a la mujer más joven que no se case con él. Rozanne gana el papel protagónico y consigue el estrellato, pero Nigel la deja cuando comprende que el matrimonio con una actriz destruiría su reputación.

## Reparto
- Maisie Welbey – Phyllis Monkman
- Eddie Gosling – Edward Cooper
- Grace Menteith – Pamela Randell
- Rozanne Gray – Peggy Wood
- Liesl Haren – Fritzi Massary
- Paul Trevor – Max Oldaker
- Elsie Jewell – Muriel Baron
- Nigel Vaynham – Griffith Jones
- David Messiter – Peter Vokes
- Lady Messiter – Irene Vanbrugh

## Números musicales
- «Prologue»
- «The Opening Chorus»
- «Pom-pom»
- «Countess Mitzi»
- «Dearest love»
- «Foolish virgins»
- «The stately homes of England»
- «Where are the songs we sung?»
- «The island of Bollamazoo»
- «Prologue, Act II»
- «Sing for joy»
- «My dear Miss Dale»
- «Operette»

El sitio web de la Noël Coward Society, basándose en las estadísticas de rendimiento de los editores y de la Performing Rights Society, clasifica a «The stately homes of England», como entre las diez canciones más populares de Coward.